# Boetsjatsj
Boetsjatsj (Oekraïens: Бучач; Pools: Buczacz) is een plaats in het westen van Oekraïne. In 2004 woonden er 12.511 mensen.
In de 20e eeuw had Boetsjatsj, als onderdeel van de historische regio Galicië, een bewogen geschiedenis. Tot het eind van de Eerste Wereldoorlog maakte de stad deel uit van Oostenrijk-Hongarije. 
In november 1918 werd het een deel van de West-Oekraïense Volksrepubliek, op 22 januari 1919 - een deel van de Oekraïense Volksrepubliek. Tijdens het interbellum was het deel van de Tweede Poolse Republiek. In die periode bestond de bevolking voor ongeveer 60% uit Joden, 20% uit Polen en 15% uit Oekraïners. In 1939 werd de stad na het sluiten van het Hitler-Stalinpact veroverd door de Sovjet-Unie. Tijdens de Tweede Wereldoorlog werd de Joodse gemeenschap in Boetsjatsj door de nazi's vermoord. Nadat het Rode Leger Butsjatsj heroverd had werd de Poolse bevolking verdreven. Zij kwamen terecht in voormalig Duitse delen van het naoorlogse Polen. Sinds 1991 ligt Boetsjatsj in het onafhankelijke Oekraïne.

## Geboren in Boetsjatsj
- Sjmoeël Joseef Agnon (1888–1970), Hebreeuws schrijver en Nobelprijswinnaar (1966)
- Mykola Bevz (*1954), Oekraïense architect-restaurator
- Emanuel Ringelblum (1900-1944), Joods-Pools historicus
- Simon Wiesenthal (1908–2005), Oostenrijks schrijver en oprichter van het Joodse documentatiecentrum in Wenen